# ベイリン

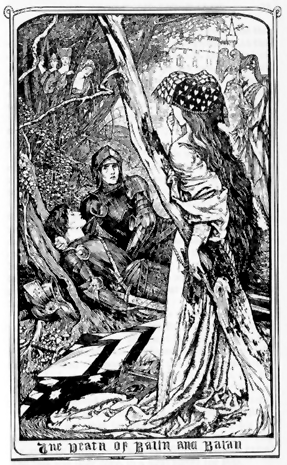
The Death of Balin and Balan, ヘンリー・ジャスティス・フォード イラスト

ベイリン（Balin）は、アーサー王伝説に登場する、伝説上の人物。特にアーサー王がイングランドを統一すべく戦っていた時に活躍したノーサンバランド出身の騎士。物語の初期の方（マロリー版だと、第2巻）で死亡してしまったため、本によってはベイリン卿の活躍が書かれていないこともある。しかし、彼の活躍が後の聖杯探求において伏線となっている。通称は、「双剣の騎士」、「二本の剣を帯びた騎士」（Knight with Two Swords）、「蛮人ベイリン」、「野蛮なベイリン」（Sir Balin le Savage）など。日本語書籍によっては発音が「バリン」になっているものもある。

## 呪いの剣
アーサー王が11人の王と戦っていたころ、アーサー王の宮廷に、「この世で最も優れた騎士にしか抜けない剣」を持った乙女がやって来た。騎士たちが次々と挑戦するが全員が失敗する。当時、アーサー王の従兄弟を殺害した罪で獄中から出所したばかりのベイリン卿は、見事に剣を抜くことに成功する。乙女はこの剣は「自分の最も愛するものを殺害する」という呪いがかかっていることを説明し、剣の返還を求めたが、ベイリン卿はこれを拒絶する。
入れ替わりに、今度はアーサー王にエクスカリバーを渡した「湖の乙女」が、「剣を持ってきた乙女か、あるいはその剣を抜いた騎士」の命を要求する。この「湖の乙女」が自分の母を殺した相手だと気付いたベイリン卿は、この機会に湖の乙女を殺害してしまう。これがアーサー王の怒りに触れ、ベイリン卿は宮廷を追放されることになる。
以降、ベイリン卿は自分が持っていた剣と、このとき手に入れた剣の両方を持ち歩いたため、「双剣の騎士」と呼ばれることになる。

## 追放後
追放されたベイリン卿に対して、アーサー王から刺客としてアイルランドの騎士・ランサー卿が送り込まれた。しかし、ベイリン卿はなんなくこれを返り討ちにする。しかし、遅れてやってきたランサー卿の恋人はランサー卿の死骸を発見し、絶望するとその場で自殺してしまう。これにはベイリン卿も嘆き悲しむことになる。
その後、ベイリン卿は弟のベイラン卿と合流し、アーサー王の許しを得るべく、アーサーに敵対していた北ウェールズのリエンス王を倒すことを決意する。彼らはたった2騎で60人の兵を連れていたリエンス王を奇襲し、みごとリエンス王を捕虜にすることに成功する。これによって、ベイリン卿はアーサー王の許しをえることになる。
また、アーサー王がロト王と戦っている時期のこと、ガーロン卿という姿を消す魔法を使う騎士によってアーサー軍に被害が出ていた。ちょうど、アーサー王から許しを得ていたが、いまだアーサー軍に合流していなかったベイリン卿はガーロン卿を討ってから合流しようと単独行動をとることにする。
旅の途中、知り合った騎士がガーロン卿に殺されるなどの事件がおきつつも、ベイリン卿はガーロン卿を探してペラム王（後の漁夫王）の城を訪れていた。このペラム王の城では、客人は武器の携帯が禁じられていたのであるが、ベイリン卿は短剣を隠し持ち、ガーロン卿を暗殺することに成功する。
しかし、ベイリン卿はこれに激怒した城の主、ペラム王とも戦うことになる。武器が短剣しかないベイリン卿は城の中を逃げながら、ペラム王に対抗できる武器を探し、ロンギヌスの槍を発見し、これによってペラム王を撃退することに成功する。しかし、触れてはいけない「聖具」を扱った反動、嘆きの一撃により城と周囲の土地を破壊し、自身も生き埋めとなる。また、槍によって傷つけられたペラム王は、ガラハッドの登場まで、癒えることのない負傷に苦しむことになるのであった。

## ベイリン卿の最期
不幸にも、次々と罪を犯してしまったベイリン卿は、アーサー王の下に帰るのを諦め、一人で旅を続けていた。あるとき、そこを通過するには「島を守る騎士」と決闘しなければならないという悪習があるという地方を通りかかった。この決闘を承諾したベイリン卿は、ある騎士の助言に従い、彼に楯を借りていくことにするのだが、これが悲劇を招いた。このとき、決闘相手は弟であるベイラン卿であったのだが、ベイリン卿はそれに気がつかなかった。一方、ベイラン卿も相手が二本の剣を携えていたことから、兄ではないかと思ったものの、楯が違うのでそうとは気付かなかったのである。
こうして、兄弟同士は殺し合い、お互いに瀕死の重傷を負わせた時点でようやくお互いの素性に気付くことになった。もう助からないことを覚悟したベイリン卿とベイラン卿は、同じ墓に埋葬されることを言い残し、息絶えるのであった。